# Piper caladiifolium
Piper caladiifolium är en pepparväxtart som beskrevs av C. Dc.. Piper caladiifolium ingår i släktet Piper och familjen pepparväxter. Inga underarter finns listade i Catalogue of Life.